# Peter Longbottom
Peter Longbottom (* 13. Mai 1959 in Huddersfield; † 10. Februar 1998 in York) war ein britischer Radrennfahrer und nationaler Meister im Radsport.

## Sportliche Laufbahn
Longbottom war Straßenradsportler und Teilnehmer der Olympischen Sommerspiele 1992 in Barcelona. Im Mannschaftszeitfahren kam das britische Team mit Gary Dighton, Stephen Farrell, Matt Illingworth und Peter Longbottom auf den 14. Rang.
Bei den Commonwealth Games 1990 gewann er die Bronzemedaille im Mannschaftszeitfahren für England. 1994 gewann er die Silbermedaille, ebenfalls im Mannschaftszeitfahren. 1977 startete er bei den UCI-Straßen-Weltmeisterschaften der Junioren. Als Amateur gewann er insgesamt vierundvierzig Medaillen bei nationalen Meisterschaften in verschiedenen Disziplinen auf der Bahn und der Straße. So wurde er Vize-Meister im Mannschaftszeitfahren 1981 und im Straßenrennen 1984. 1982 startete er eine Saison in Frankreich für den Verein ACBB. Ein Angebot eines französischen Radsportteams, Berufsfahrer zu werden lehnte er ab und kehrte nach Großbritannien zurück.
Longbottom gewann in seiner Karriere eine Reihe von britischen Eintagesrennen und Etappen kleinerer Rundfahrten. Dabei waren Siege in einigen der bedeutendsten britischen Eintagesrennen: 1983 und 1989 gewann er die Tour of the Cotswolds, 1984 den Grand Prix of Essex, 1992 den Archer Grand Prix.
Die Star Trophy Road Series (eine Jahreswertung für die besten britischen Amateure) gewann er 1984. 1990 holte er den Titel in der nationalen Meisterschaft im Einzelzeitfahren vor Gethin Butler. 1996 beendete er seine aktive Karriere und blieb dem Radsport als Trainer und Teammanager eng verbunden. Er kam bei einem Trainingsunfall ums Leben.